# 長春花屬
長春花屬包含了八種多年生的草本植物。其中七種原產於馬達加斯加島，而第八種C. pusillus則來自斯里蘭卡。先前這屬植物被列於近親屬—蔓長春花屬(Vinca)—之內。其中一種植物日日春(C. roseus)被廣泛栽植，在一些地區成為侵略性外來種。學名中，拉丁屬名Catharanthus來自希臘文，意思是「純粹的花」。
其葉子呈現光亮深綠色，卵圓形到橢圓形，長度可達5公分，葉為單葉，對生。寬2.5到5公分的花具有高盃形花冠，與福祿考屬(Phlox)相同；花單生，有五片花瓣，通常為粉紅色、紅色或白色，有些具有圈狀的「中心眼」，具有對比性的顏色。

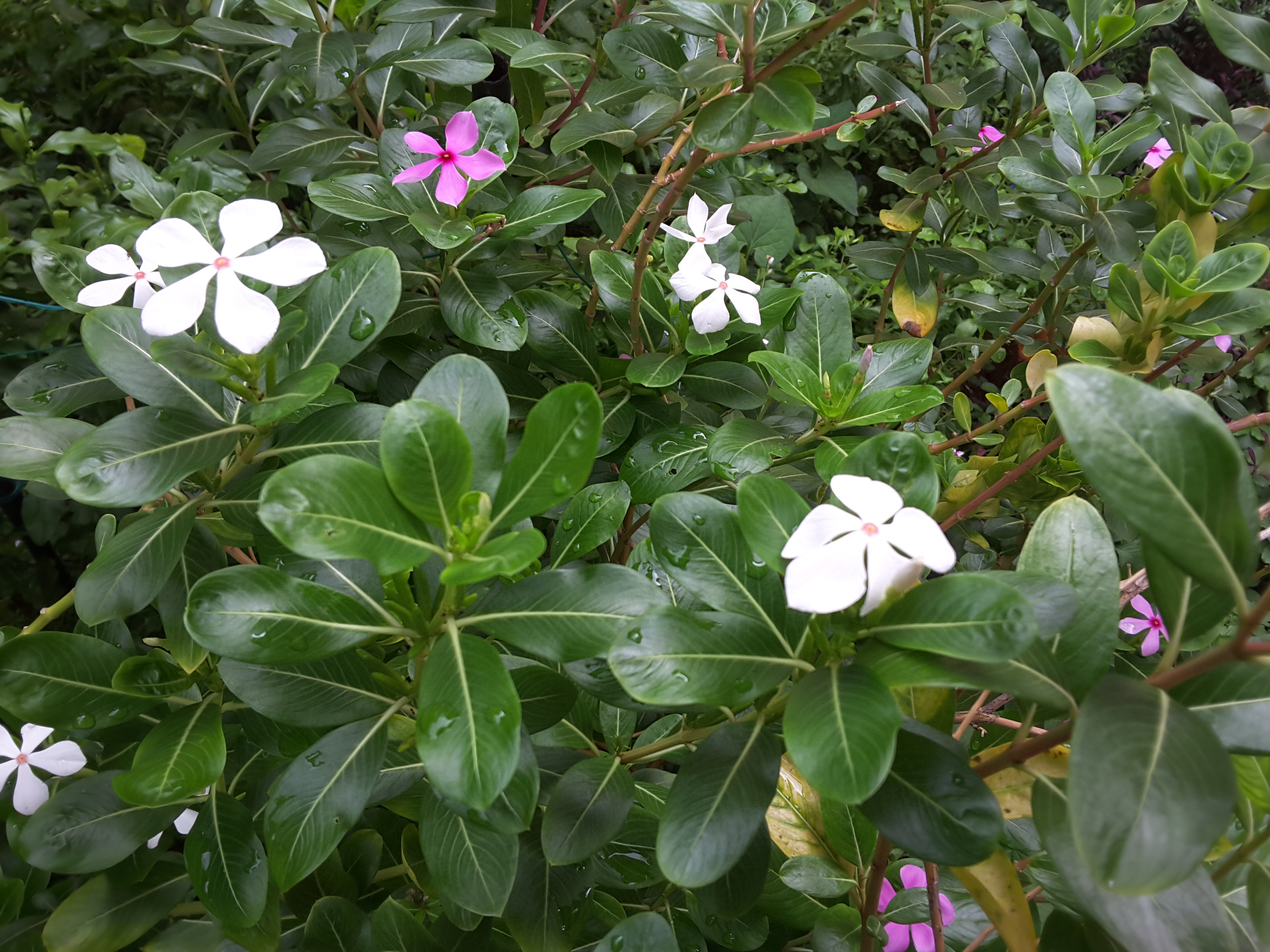
在新加坡种植长春花

## 物种
本属包括以下物种：
- Catharanthus coriaceus Markgr.
- Catharanthus lanceus (Bojer ex A.DC.) Pichon
- Catharanthus longifolius (Pichon) Pichon
- Catharanthus makayensis L.Allorge, Phillipson & Razakamal.
- Catharanthus ovalis Markgr.
- Catharanthus pusillus (Murray) G.Don
- 长春花 Catharanthus roseus (L.) G.Don
- Catharanthus scitulus (Pichon) Pichon
- Catharanthus trichophyllus (Baker) Pichon
- Lochnera bromeliaefolia Sessé & Moc.

## 外部連結
- 2002: 蔓長春花年 （页面存档备份，存于）
- 長春花屬(Catharanthus)之種系列表